# Luis de Hesse
Luis "el Junker" de Hesse (1305 - 2 de febrero de 1345) fue un noble alemán de la Casa de Hesse. Era el tercer hijo del landgrave Otón I de Hesse y su esposa Adelaida, una hija de Otón III de Ravensberg.
Se casó en 1340 con Isabel, hija del conde Simón II de Sponheim-Kreuznach. Tuvieron tres hijos:
- Otón (1341-1357);
- Germán II (1342-1413), landgrave de Hesse;
- Inés (h. 1344-1394), abadesa en Eisenach.

- Esta obra contiene una traducción  derivada de «Louis de Hesse» de Wikipedia en francés, publicada por sus editores bajo la Licencia de documentación libre de GNU y la Licencia Creative Commons Atribución-CompartirIgual 4.0 Internacional.

| Predecesor: Enrique II (de Hierro) | Landgrave de Hesse Con residencia en Grebenstein 1336-1345 | Sucesor: Enrique II (de Hierro) |

- Datos: Q103697